# ショウガタップリ
ショウガタップリ（欧字名:Shoga Tappuri、2020年3月27日 - 2024年8月28日）は、日本の競走馬。主な勝ち鞍は2022年の金沢プリンセスカップ、金沢シンデレラカップ、金沢ヤングチャンピオン、2023年のノトキリシマ賞、石川ダービー、加賀友禅賞、西日本ダービー。
馬名の意味は、「たくさん勝利して賞がもらえるように」。

## 経歴

### デビュー前
2021年、北海道サマーセールサラブレッド1歳で451万円で落札される。

### 2歳（2022年）
2022年7月10日、金沢競馬場第4競走ドリーム2歳新馬でデビューし1着。同月には特別競走・若鮎特別に出走し1着。3・4戦目にはJRA2歳認定競走（サードニクス賞、サファイア賞）に出走しここでも快勝。4連勝で臨んだ金沢プリンセスカップで重賞初制覇。同月の金沢シンデレラカップでも2着馬に3/4馬身差で勝利。その後の金沢ヤングチャンピオンでも勝利を収め、7戦7勝で2歳シーズンを締めくくった。
この年の活躍により、2022年の金沢競馬場最優秀2歳馬に選出された。

### 3歳（2023年）
3歳初戦は3月19日の若駒賞。初戦を白星で飾った後、5月2日のノトキリシマ賞で重賞4勝目を上げる。6月27日には石川ダービーに参戦。初の2000mを物ともせず4馬身差の快勝。鞍上は吉原寛人。7月9日には沖静男とのコンビで加賀友禅賞に出走。先手で折り合いをつけ重賞6勝目を挙げ、連勝記録を11へと伸ばした。8月16日には初の遠征競馬かつナイター競馬となる大井競馬場の黒潮盃に出走。単勝3番人気に推され、レースでは先頭集団の後ろに付けたが、上位との差を詰めることはできず初の着外となる6着に終わった。9月10日には佐賀競馬場の西日本ダービーに出走し、2着に6馬身差をつけ圧勝した。11月8日には初の左回りとなる川崎競馬場のロジータ記念に出走。中団後方でレースを進め直線で猛追したものの5着に終わった。その後は船橋競馬場のクイーン賞への登録もあったがこれを回避し、古馬との初対戦となる地元の中日杯に出走を決めたが、勝利したハクサンアマゾネスから2.0差の6着に敗れた。

### 4歳（2024年）
4歳時は3月のA1戦4着の後、4月9日の金沢の大聖寺桜まつり特別（A1戦）2着を最後に戦線を離脱。8月27日に腸捻転の発症に伴う疝痛のため死亡した。その後9月10日付で競走馬登録を抹消された。

## 競走成績
以下の内容は、netkeiba.comおよびJBISサーチの情報に基づく。
| 競走日     | 競馬場 | 競走名                                  | 格     | 距離 （馬場）  | 頭 数 | 枠 番 | 馬 番 | オッズ （人気） | 着順 | タイム （上り3F） | 着差 | 騎手      | 斤量 [kg] | 1着馬（2着馬）         | 馬体重 [kg] |
| ---------- | ------ | --------------------------------------- | ------ | -------------- | ----- | ----- | ----- | --------------- | ---- | ----------------- | ---- | --------- | --------- | ---------------------- | ----------- |
| 2022.07.10 | 金沢   | ドリーム２歳新馬                        |        | ダ0900m（稍）  | 5     | 4     | 4     | 001.20（1人）   | 01着 | R0:55.9（35.5）   | -1.2 | 0沖静男   | 54        | （マーブルミミ）       | 454         |
| 0000.07.26 | 金沢   | 若鮎特別                                |        | ダ1400m（良）  | 6     | 1     | 1     | 005.80（2人）   | 01着 | R1:29.7（37.2）   | -0.9 | 0甲賀弘隆 | 54        | （マリンデュンデュン） | 452         |
| 0000.08.09 | 金沢   | JRA認定サードニクス賞                   |        | ダ1400m（良）  | 6     | 3     | 3     | 001.00（1人）   | 01着 | R1:29.5（38.1）   | -0.5 | 0沖静男   | 54        | （ピンクビジョン）     | 449         |
| 0000.09.04 | 金沢   | JRA認定サファイア賞                     |        | ダ1500m（良）  | 8     | 6     | 6     | 001.10（1人）   | 01着 | R1:36.4（39.4）   | -0.3 | 0沖静男   | 55        | （ピンクビジョン）     | 448         |
| 0000.09.19 | 金沢   | 金沢プリンセスC                         | 重賞   | ダ1400m（良）  | 10    | 7     | 7     | 001.30（1人）   | 01着 | R1:29.9（39.2）   | -0.6 | 0沖静男   | 56        | （ピンクビジョン）     | 447         |
| 0000.10.18 | 金沢   | 金沢シンデレラC                         | 重賞   | ダ1500m（稍）  | 8     | 4     | 4     | 001.40（1人）   | 01着 | R1:35.5（37.1）   | -0.1 | 0矢野貴之 | 54        | （キモンアップル）     | 447         |
| 0000.11.27 | 金沢   | 金沢ヤングチャンピオン                  | 重賞   | ダ1700m（良）  | 11    | 8     | 10    | 001.20（1人）   | 01着 | R1:49.8（37.3）   | -0.9 | 0吉原寛人 | 54        | （ダイヤモンドライン） | 447         |
| 2023.03.19 | 金沢   | 若駒賞                                  | 準重賞 | ダ1500m（重）  | 6     | 6     | 6     | 001.00（1人）   | 01着 | R1:37.7（37.0）   | -0.7 | 0沖静男   | 55        | （モズアンカー）       | 450         |
| 0000.05.02 | 金沢   | ノトキリシマ賞                          | 重賞   | ダ1500m（良）  | 11    | 4     | 4     | 001.10（1人）   | 01着 | R1:36.1（37.4）   | -0.3 | 0沖静男   | 54        | （スカイピース）       | 447         |
| 0000.06.27 | 金沢   | 石川ダービー                            | 重賞   | ダ2000m（稍）  | 12    | 7     | 9     | 001.30（1人）   | 01着 | R2:11.1（37.5）   | -0.9 | 0吉原寛人 | 55        | （ダイヤモンドライン） | 448         |
| 0000.07.09 | 金沢   | 加賀友禅賞                              | 重賞   | ダ1400m（不）  | 12    | 8     | 11    | 001.10（1人）   | 01着 | R1:27.6（36.8）   | -0.5 | 0沖静男   | 54        | （ダイヤモンドライン） | 448         |
| 0000.08.16 | 大井   | 黒潮盃                                  | SII    | ダ1800m（不）  | 14    | 3     | 3     | 004.90（3人）   | 06着 | R1:54.0（38.3）   | -1.9 | 0吉原寛人 | 55        | ヒーローコール         | 443         |
| 0000.09.10 | 佐賀   | 西日本ダービー                          | 重賞   | ダ2000ｍ（良） | 12    | 7     | 10    | 001.30（1人）   | 01着 | R2:11.5（38.7）   | -1.2 | 0吉原寛人 | 54        | （ストレリチア）       | 439         |
| 0000.11.08 | 川崎   | ロジータ記念                            | SI     | ダ2100m（良）  | 11    | 4     | 4     | 005.60（3人）   | 05着 | R2:20.5（41.4）   | -1.1 | 0吉原寛人 | 55        | メイドイットマム       | 439         |
| 0000.12.03 | 金沢   | 中日杯                                  | 重賞   | ダ2000m（不）  | 12    | 6     | 7     | 005.30（3人）   | 06着 | R2:09.4（39.9）   | -2.0 | 0青柳正義 | 53        | ハクサンアマゾネス     | 456         |
| 2024.03.12 | 金沢   | スマホからポイントで投票！ 楽天競馬特別 | A1二   | ダ1700m（不）  | 10    | 6     | 6     | 002.40（2人）   | 04着 | R1:51.1（39.0）   | -1.0 | 0池田敦   | 54        | エムティアンジェ       | 458         |
| 0000.04.09 | 金沢   | 大聖寺桜まつり特別                      | A1一   | ダ1500m（良）  | 10    | 3     | 3     | 004.90（2人）   | 02着 | R1:35.8（38.7）   | -0.4 | 0吉原寛人 | 54        | オヌシナニモノ         | 451         |

## 血統
| ショウガタップリの血統                      | ショウガタップリの血統                              | ショウガタップリの血統                              | （血統表の出典）                                    | （血統表の出典）       |
| 父系                                        | サンデーサイレンス系                                | サンデーサイレンス系                                | サンデーサイレンス系                                | [ § 2 ]                |
| 父 エスポワールシチー Espoir City 栗毛 2005 | 父の父ゴールドアリュール 栗毛 1999                  | サンデーサイレンス                                  | Halo                                                | Halo                   |
| 父 エスポワールシチー Espoir City 栗毛 2005 | 父の父ゴールドアリュール 栗毛 1999                  | サンデーサイレンス                                  | Wishing Well                                        |                        |
| 父 エスポワールシチー Espoir City 栗毛 2005 | 父の父ゴールドアリュール 栗毛 1999                  | ニキーヤ                                            | Nureyev                                             | Nureyev                |
| 父 エスポワールシチー Espoir City 栗毛 2005 | 父の父ゴールドアリュール 栗毛 1999                  | ニキーヤ                                            | Reluctant Guest                                     |                        |
| 父 エスポワールシチー Espoir City 栗毛 2005 | 父の母エミネントシチー 鹿毛 1998                    | ブライアンズタイム                                  | Roberto                                             | Roberto                |
| 父 エスポワールシチー Espoir City 栗毛 2005 | 父の母エミネントシチー 鹿毛 1998                    | ブライアンズタイム                                  | Kelley's Day                                        |                        |
| 父 エスポワールシチー Espoir City 栗毛 2005 | 父の母エミネントシチー 鹿毛 1998                    | ヘップバーンシチー                                  | ブレイヴエストローマン                              | ブレイヴエストローマン |
| 父 エスポワールシチー Espoir City 栗毛 2005 | 父の母エミネントシチー 鹿毛 1998                    | ヘップバーンシチー                                  | コンパルシチー                                      |                        |
| 母 ハートフルビコー Heartful Biko 鹿毛 2001 | 母の父ゼンノメイジン 栗毛 1994                      | Woodman                                             | Mr. Prospector                                      | Mr. Prospector         |
| 母 ハートフルビコー Heartful Biko 鹿毛 2001 | 母の父ゼンノメイジン 栗毛 1994                      | Woodman                                             | プレイメイト                                        |                        |
| 母 ハートフルビコー Heartful Biko 鹿毛 2001 | 母の父ゼンノメイジン 栗毛 1994                      | Northernette                                        | Northern Dancer                                     | Northern Dancer        |
| 母 ハートフルビコー Heartful Biko 鹿毛 2001 | 母の父ゼンノメイジン 栗毛 1994                      | Northernette                                        | South Ocean                                         |                        |
| 母 ハートフルビコー Heartful Biko 鹿毛 2001 | 母の母ラブビート 鹿毛 1986                          | Nijinsky                                            | Northern Dancer                                     | Northern Dancer        |
| 母 ハートフルビコー Heartful Biko 鹿毛 2001 | 母の母ラブビート 鹿毛 1986                          | Nijinsky                                            | Flaming Page                                        |                        |
| 母 ハートフルビコー Heartful Biko 鹿毛 2001 | 母の母ラブビート 鹿毛 1986                          | Belle Marie                                         | Candy Spots                                         | Candy Spots            |
| 母 ハートフルビコー Heartful Biko 鹿毛 2001 | 母の母ラブビート 鹿毛 1986                          | Belle Marie                                         | French Gal                                          |                        |
| 母系(F-No.)                                 | ラブビート(USA)系(FN:F14-b)                         | ラブビート(USA)系(FN:F14-b)                         | ラブビート(USA)系(FN:F14-b)                         | [ § 3 ]                |
| 5代内の近親交配                             | Northern Dancer：4×4×5、Hail to Reason：5×5（父内） | Northern Dancer：4×4×5、Hail to Reason：5×5（父内） | Northern Dancer：4×4×5、Hail to Reason：5×5（父内） | [ § 4 ]                |
| 出典                                        | 1. 2. 3. 4.                                         | 1. 2. 3. 4.                                         | 1. 2. 3. 4.                                         | 1. 2. 3. 4.            |

半兄スプリングマン、全兄ホールドユアハンドは川崎競馬の重賞クラウンカップを兄弟で連覇している。
母父ゼンノメイジンは4戦0勝ながら、その母ノーザンネットの全弟にストームバードがおり、さらにノーザンネット自身もトップフライトハンデキャップなど13勝を挙げたという血統背景を買われ種牡馬入りした。